# Jeux de tafl
La famille des jeux de tafl (« table » en vieux norrois) regroupe différents jeux de stratégie combinatoires abstraits possédant plusieurs caractéristiques communes :
- un tablier de jeu carré
- des cases marquées symétriquement
- des forces inégales
- un principe de prise par encadrement
- des objectifs de jeux différents
- une pièce particulière, le Roi

La plus ancienne trace des jeux de tafl pourrait dater du IVe siècle apr. J.-C. avec un morceau de tablier découvert à Wimose (Danemark). Cependant, son diagramme de jeu est incomplet et les historiens émettent l'hypothèse qu'il pourrait s'agir d'un jeu romain et non d'un tafl. A ce jour, les plus anciennes preuves archéologiques remontent au VIIIe siècle apr. J.-C., en Norvège et en Estonie. 
Ces jeux, joués principalement dans les Îles britanniques et en Scandinavie, ont été délaissés à partir du XIIe siècle, à l'arrivée des échecs. Les jeux de tafl les plus connus sont le tablut, le hnefatafl et sa version moderne le Viking Game, et leurs cousins celtes et anglo-saxons, le ard-ri écossais, l'alea evangelii saxon ou le brandubh irlandais. À l'heure actuelle, des interrogations demeurent sur l'origine première de ces jeux. Il n'est pas possible d'établir clairement qui des Scandinaves ou des Celtes des îles britanniques l'ont transmis à l'autre.

## Les jeux de tafl

### Hnefatafl
| Le hnefatafl est un jeu de stratégie combinatoire abstrait d'origine scandinave, mais peut-être aussi inspiré du latroncules des Romains, de la famille des jeux de tafl, populaire lors de l'époque viking. Il est assez fréquemment cité dans les sagas nordiques. Les vikings considéraient la pratique du jeu hnefatafl comme importante, et dans une histoire, un joueur en tue un autre en raison d'un désaccord sur le jeu. Cependant, les règles du jeu n'ont jamais été retrouvées, et seuls quelques pièces et quelques fragments de tablier nous sont parvenus : on ne connaît donc pas les règles exactes. Illustrations : hnefatafl se joue sur un tablier de 11x11 cases ou de 13x13 cases. | Hnefatafl avec tablier de 11 cases | Hnefatafl avec tablier de 13 cases |

### Tawl-bwrdd
| Le tawl-bwrdd se jouait au Pays de Galles. Robert ap Ifan l'a documenté dans un manuscrit daté de 1587. Il se jouait sur un tablier de 11×11 cases. Les règles sont un peu vagues, mais il est incontestable qu'il s'agit d'un jeu de tafl. Illustrations : deux variantes de Tawl-bwrdd décrites par Robert ap Ifan. | Une variante de Tawl-bwrdd décrite par Robert ap Ifan | Une variante de Tawl-bwrdd décrite par Robert ap Ifan |

### Alea evangelii
| Alea evangelii, ainsi nommé à cause des deux premiers mots du manuscrit dans lequel il est décrit, était une version jouée à la cour du roi anglais Æthelstan, inventée par l'érudit Israël le Grammairien. Il se jouait sur les intersections d'un tablier de 19×19 intersections. Le manuscrit présente les règles du jeu comme une allégorie religieuse, il est donc difficile d'en conclure exactement la signification, mais il semble fortement indiquer qu'il s'agit d'un jeu de tafl. Illustration : Alea evangelii se joue traditionnellement sur un tablier de 19x19 intersections. | Alea evangelii se joue traditionnellement sur un tablier de 19x19 intersections |

### Brandubh

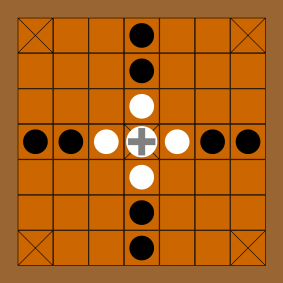
Position de départ au brandubh sur son tablier de 7x7 cases

Le Brandubh (ou Brandub), qui signifie « corbeau noir » en gaélique, est un jeu irlandais qui fait probablement partie de la famille des jeux de tafl. On y fait référence à de nombreuses reprises dans deux poèmes épiques de la littérature irlandaise qui évoquent cinq défenseurs contre huit assaillants, l'un des cinq étant le roi ou « branan ». Un tablier très bien conservé daté du Xe siècle a été découvert en 1932 à Ballinderry. Il est maintenant exposé au Musée National de l'Irlande à Dublin. Un tablier plus simple de construction similaire a été trouvé à Waterford et un troisième, maintenant perdu, à Knockanboy.
Les règles d'origine n'ont pas été retrouvées, mais en s'appuyant sur ces tabliers, le texte des poèmes et en utilisant comme base les règles du Tablut, la World Tafl Federation a pu reconstituer des règles équilibrées validées par une série de tests,,.
En dépit du petit tablier et de la rapidité des parties, le Brandubh offre un exercice tactique et stratégique indéniable où la première erreur conduit très souvent à la défaite. Le petit nombre de pièces implique que chacune d'elles doit souvent simultanément défendre et attaquer : il est donc facile d'oublier une de ces tâches si on se focalise trop sur l'autre. Comme dans les grands jeux de Tafl, les sacrifices sont utiles, surtout pour les défenseurs, mais avec seulement quatre pièces, il est important de ne pas affaiblir le roi trop tôt dans la partie.

### Fidchell
Le Fidchell (en irlandais moderne : ficheall) se jouait en Irlande. Le nom dérive de fid (le « bois ») et ciall (la « sagesse », le « sens », la « logique »). Le tablier a une taille de 7x7 cases.

### Gwyddbwyll
Le Gwyddbwyll est similaire au fidchell des Gaëls. Il se jouait dans tout le monde britonnique (Pays de Galles, Bretagne, Cornouailles, Hen Ogledd). Le nom dérive de gwydd (le « bois ») et pwyll (la « sagesse », le « sens », la « logique »). Le tablier a une taille de 9x9 cases. En breton moderne, le jeu se nomme gwezboell et il a la même étymologie.

### Ard-Ri
| Ard-Ri, d'origine écossaise se joue également sur un tablier de 7x7 cases. | Ard-Ri sur un tablier de 7x7 cases. |

### Tablut

Tablut sur un tablier de 9x9 cases

Le Tablut, originaire de Laponie suédoise, est la version la mieux documentée. En 1732, Carl von Linné a reporté les règles et un dessin du tablier dans son journal de voyage. Il se joue sur un tablier de 9×9 cases. Linné a référencé les pièces claires, les défenseurs, comme étant les « Suédois » et les pièces foncées, les assaillants, « Moscovites ».

### Halatafl
Halatafl date au moins du XIVe siècle et est toujours connu et joué en Europe, sous le nom de jeu du renard et des poules (Fox and Geese (en)).

## Règles reconstituées du hnefatafl
Le hnefatafl se joue à deux sur un tablier de 11 cases ou de 13 cases de côté.
Le but est :
- pour le joueur noir, de prendre le roi adverse - le pion blanc marqué d'une croix sur les illustrations - ou
- pour le joueur blanc, d'amener le roi dans une forteresse - les cases dans les coins du tablier.

Le roi est défendu par sa garde constituée de 12 petits pions blancs. Le camp des assaillants est constitué de 24 pions noirs.

### Déplacements
Les assaillants jouent en premier.
Les pions se déplacent orthogonalement vers un emplacement libre, d'une ou plusieurs cases, comme la tour au jeu d'échecs. Toutes les cases empruntées lors du déplacement doivent être libres. Les assaillants ne peuvent accéder aux quatre forteresses situées aux coins, ni à la forteresse centrale où le roi commence la partie. Mais ils peuvent passer au-dessus de la case centrale si elle est libre.

### Prise d'un pion
| Un pion est capturé (retiré du tablier) s'il se retrouve pris en tenaille par deux adversaires. Cette tenaille est effectuée - lors d'un déplacement - sur les côtés opposés d'un alignement (vertical ou horizontal) jouxtant la case qu'il occupe. Ex : Le pion blanc prend en tenaille le pion noir et le capture. |
| Le roi peut participer à la capture d'un pion adverse mais on ne peut pas le battre de la même façon (voir plus loin). Ex : Le Roi prend en tenaille le pion noir et le capture. |
| Un pion est également battu s'il se retrouve pris en tenaille entre un adversaire et une forteresse. Il est possible de prendre deux ou trois pions en déplaçant un seul pion. Ex : Le pion blanc se déplace et prend deux pions noirs, l'un entre deux pions, l'autre entre le pion et la forteresse.                |
| Un pion qui se place lui-même entre deux adversaires n'est pas capturé. Ex : Le pion blanc se déplace entre deux pions noirs, sans risque. |

### Capture du roi
| La capture du roi constitue le but du jeu pour les assaillants. Pour capturer le roi, il faut l'entourer sur ses quatre côtés. Ex : Le pion noir comble le dernier côté libre du roi et le capture.                           |
| Si le roi est sur un bord, trois pions suffisent à le capturer. Ex : Le pion noir comble le dernier côté libre du roi coincé par le bord du tablier et le capture.                                                            |
| Il est également possible de capturer un roi qui touche sa forteresse centrale avec trois pions seulement. Ex : Le pion noir comble le dernier côté libre du roi coincé contre sa forteresse.                                 |
| Un roi qui touche une forteresse de coin peut même être capturé avec deux pions seulement. Ex : Dommage pour le roi qui était très près de gagner la partie.                                                                  |
| Pour capturer un roi qui se regroupe avec un ou plusieurs de ses partisans, l'assaillant doit entourer la totalité du groupe. Ex : Le pion noir comble le dernier côté libre du groupe constitué par le roi et son défenseur. |

### Victoire du défenseur
| Pour gagner, le défenseur blanc doit amener son roi sur l'une des quatre forteresses situées aux coins. Ex : Le roi sort et gagne la partie. |